# Almelo
Almelo (Ausspracheⓘ) ist eine Gemeinde in der Provinz Overijssel der Niederlande.

## Geschichte
Almelo entwickelte sich im Mittelalter als Kleinstadt um das benachbarte Schloss herum. Schloss Almelo, 1318 erstmals urkundlich bezeugt, wurde 1662 in der heutigen Form wiedererrichtet. Es dient bis heute als Wohnsitz des Adelsgeschlechtes Rechteren-Limpurg und ist nicht zu besichtigen.
Im 17. Jahrhundert kauften Großhändler in Almelo die von den vielen umliegenden Bauernfamilien in Heimarbeit erzeugten Textilien auf. Als 1830 die Dampfmaschinen Einzug hielten, entwickelten sich daraus große Textilfabriken, und Almelo wurde zur mittelgroßen Industriestadt. Ähnlich wie in Hengelo und Enschede ging diese Industrie nach dem Zweiten Weltkrieg stark zurück.
Die jetzige Gemeinde Almelo wurde am 1. Januar 1914 durch den Zusammenschluss der bisherigen Gemeinden Ambt Almelo und Stad Almelo neu gebildet.
Im Zweiten Weltkrieg wurde die Stadt mehrfach von den Alliierten bombardiert, unter anderem am 17. Oktober 1942 von der Royal Air Force. Das Ziel der Angriffe waren Betriebe, die für die deutschen Besatzer produzieren mussten. Am 5. und 6. April 1945 wurde Almelo von kanadischen Truppen befreit. Beim Kampf um Almelo wurde die Stadt stark beschädigt. Ein Jahr später hatte dies eine Überschwemmung ohne Todesopfer zur Folge, denn die Schleusen und Deiche der umliegenden Gewässer waren noch nicht wieder repariert worden.

## Infrastruktur und Wirtschaft
Die Stadt hat ein Arrondissementsrechtbank (mit einem deutschen Landgericht vergleichbar). Auch gibt es verschiedene kulturelle Einrichtungen und ein Krankenhaus.

### Verkehr

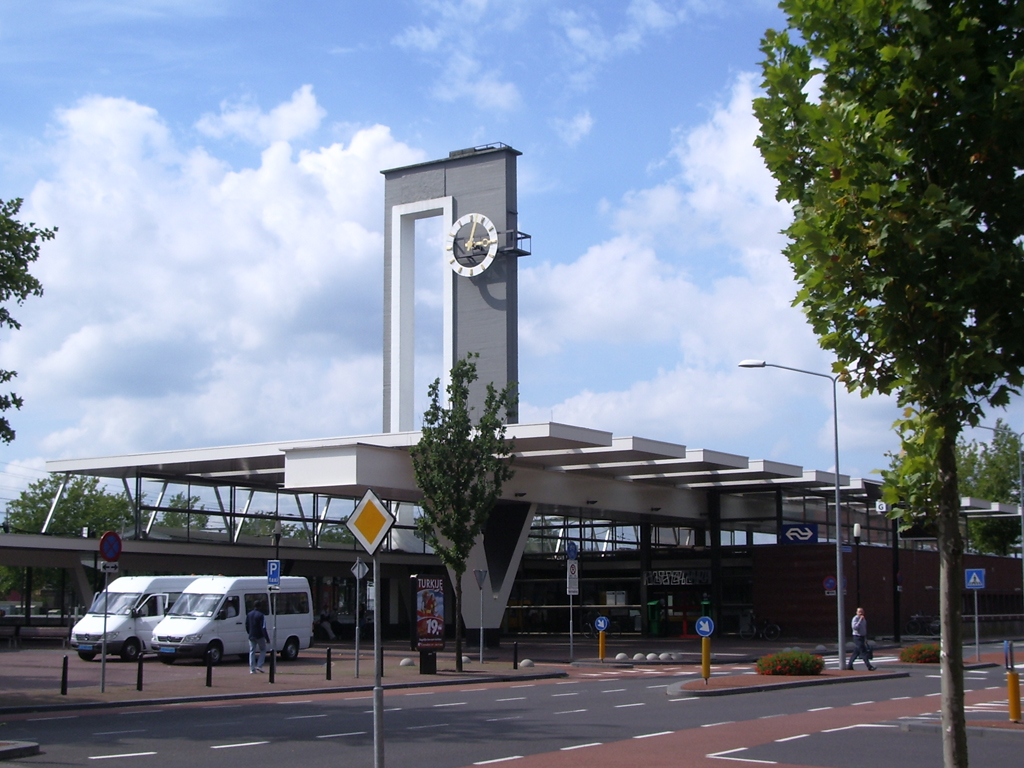
Bahnhofsgebäude Almelo

Der Bahnhof Almelo liegt an den Bahnstrecken Deventer–Almelo, Zwolle–Almelo, Mariënberg–Almelo und Almelo–Salzbergen.
Überregionale Verbindungen bestehen über die Linie Amsterdam – Apeldoorn – Deventer – Hengelo – Osnabrück – Berlin. Lokaleisenbahnen verbinden Almelo über Raalte mit Zwolle, und mit Mariënberg. Almelo ist durch eine Abzweigung mit der Autobahn A1/E30 Amsterdam – Apeldoorn – Berlin verbunden (in Deutschland BAB30). 

### Wirtschaft
Ein großes Industriegebiet liegt im Nordwesten der Stadt, wo mehrere Kanäle beim Binnenhafen zusammentreffen. Hier siedelten sich nach dem Zusammenbruch der Textilindustrie (1950 bis 1975) durch  staatliche Subventionen mittelgroße Unternehmen aller Art an.
Eine Fabrik stellt Teile für Kernkraftwerke her (Ultra Centrifuge Nederland), außerdem steht hier die einzige Urananreicherungsanlage der Niederlande. Die Firma Urenco plant den weiteren Ausbau dieser Anlage.
Die PANalytical mit Sitz in Almelo ist ein weltweit agierender Hersteller von Röntgensystemen. 
Seit 2001 gehört das westlich der Stadt gelegene Dorf Bornerbroek zu Almelo. In Bornerbroek sollte 2006 oder 2007 ein großes Gewerbegebiet entwickelt werden, der Plan ist bei Umweltschützern in der Region heftig umstritten.

## Bilder

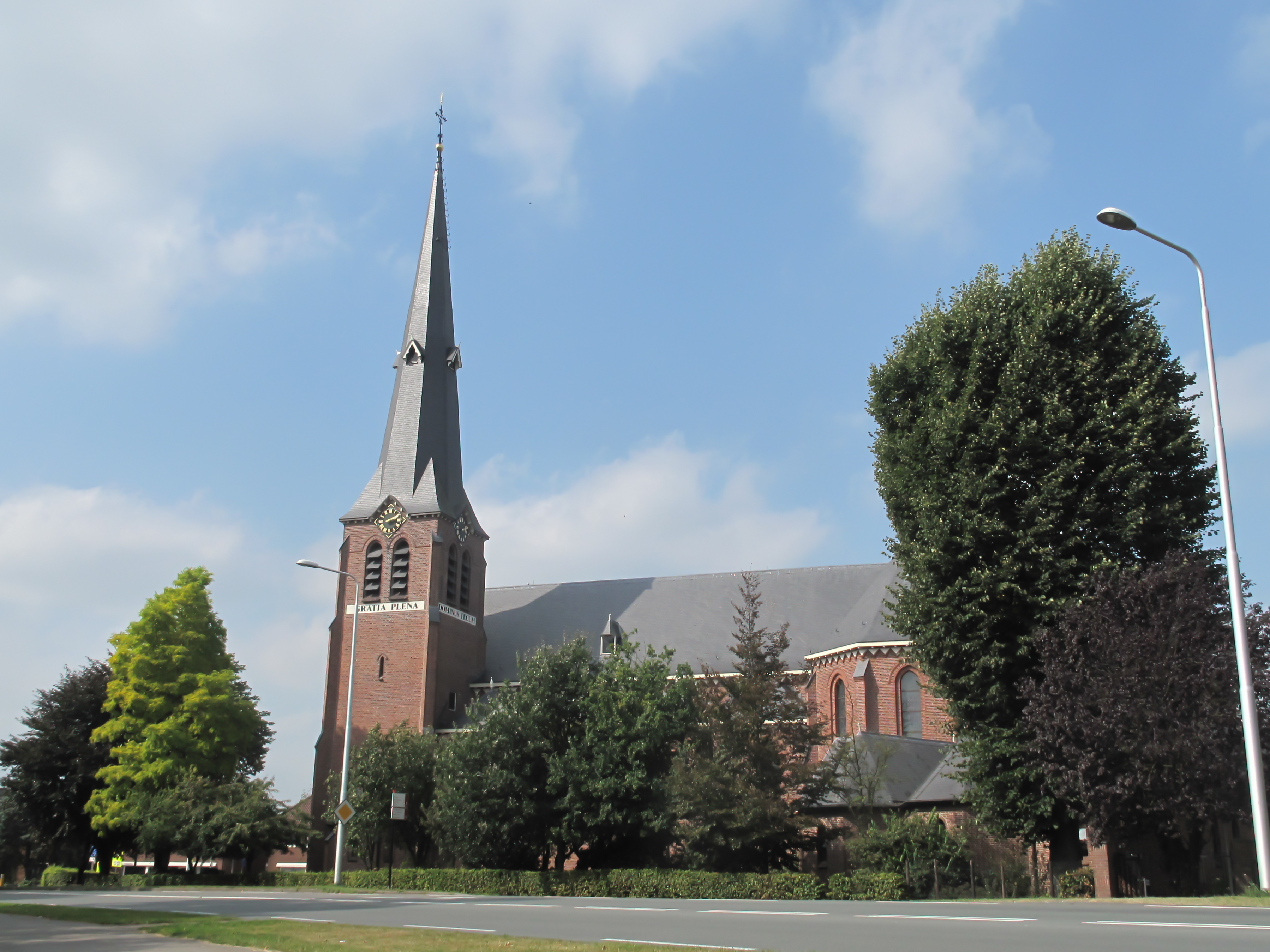
Kath. Kirche Maria von der Immerwährenden Hilfe, neugotisch
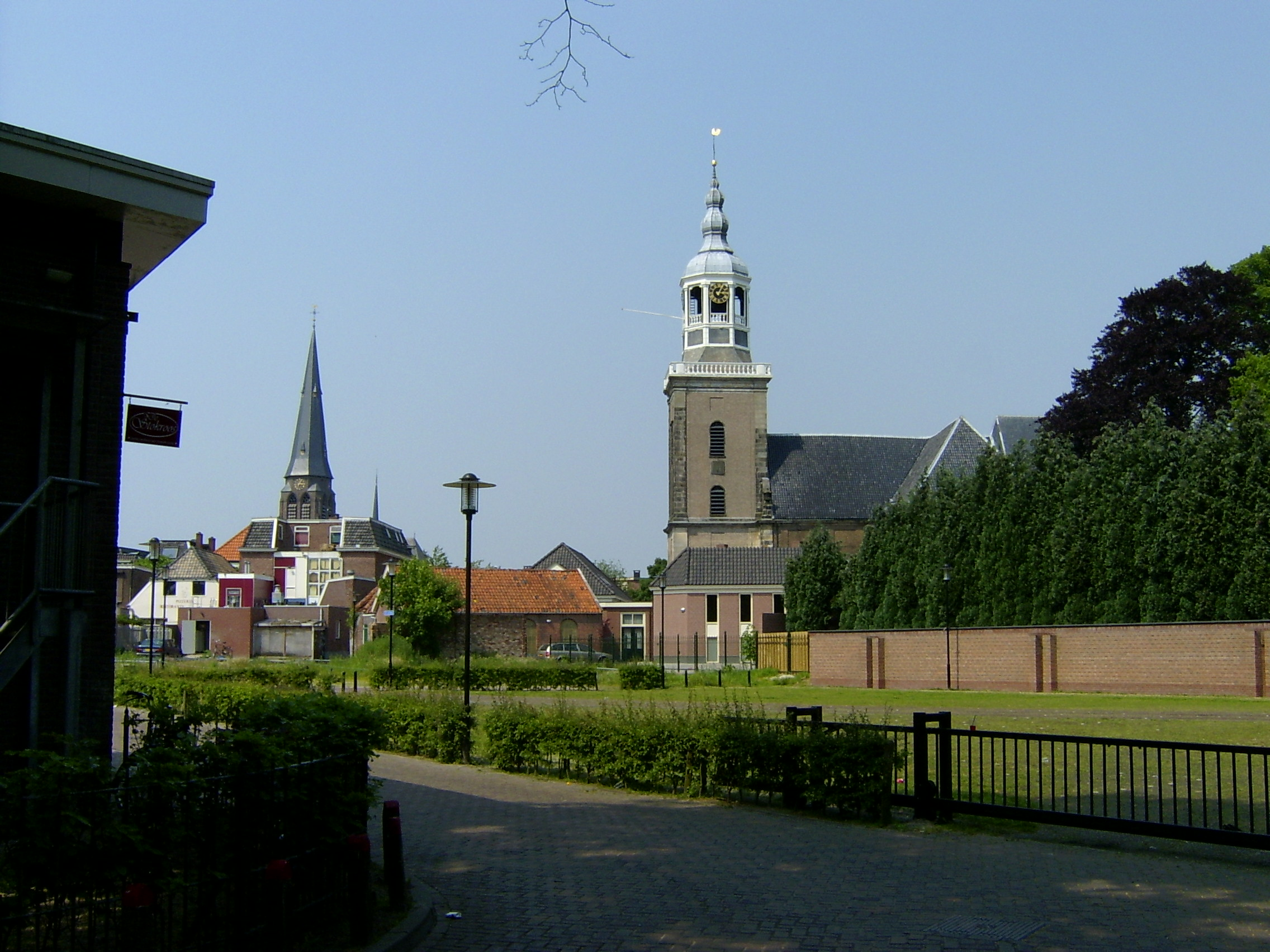
Türme der katholischen Basilika St. Georg (links) und der protestantischen Grote Kerk (rechts)
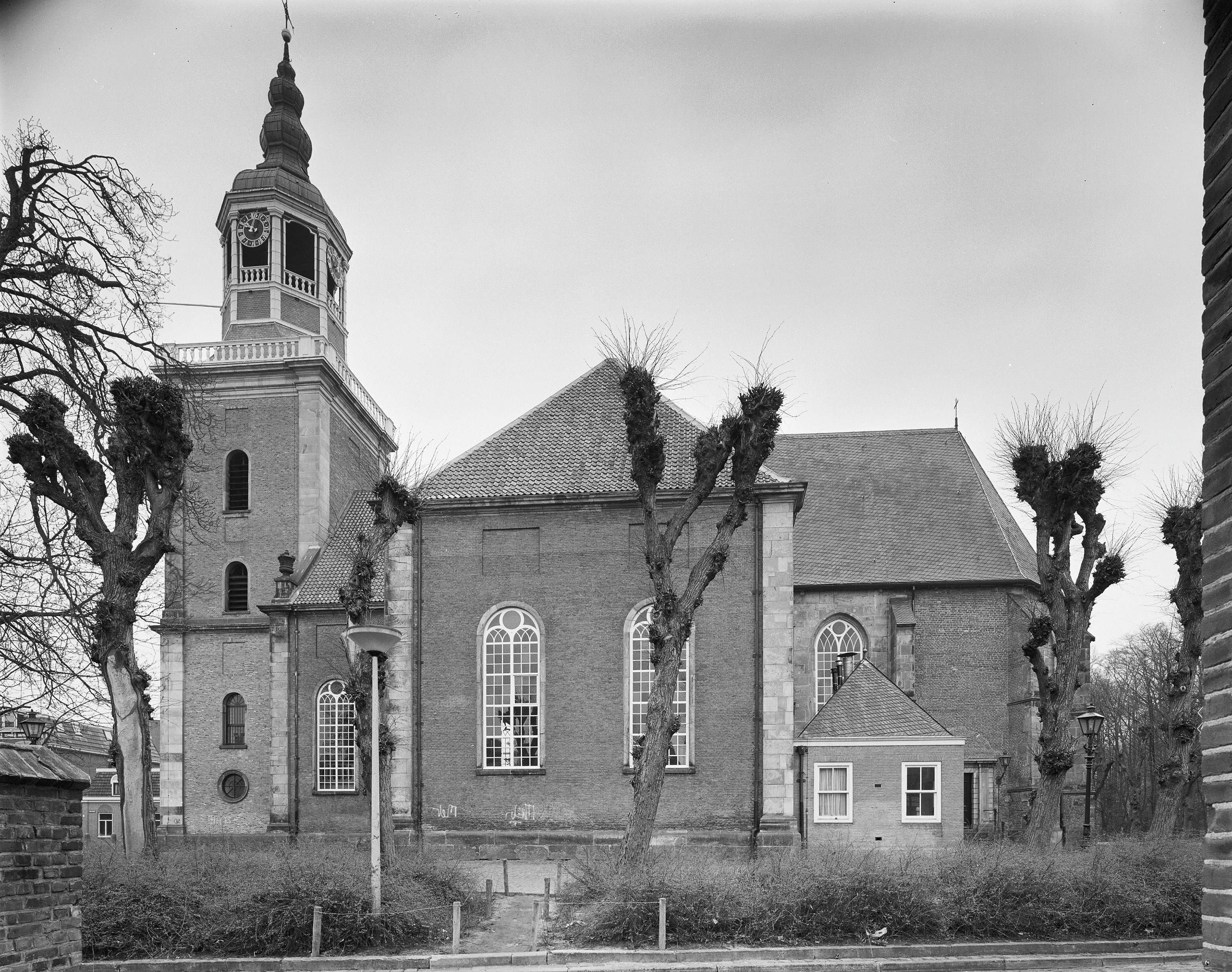
Protestantische Grote Kerk, Chor aus Sandstein und Tuff gotisch
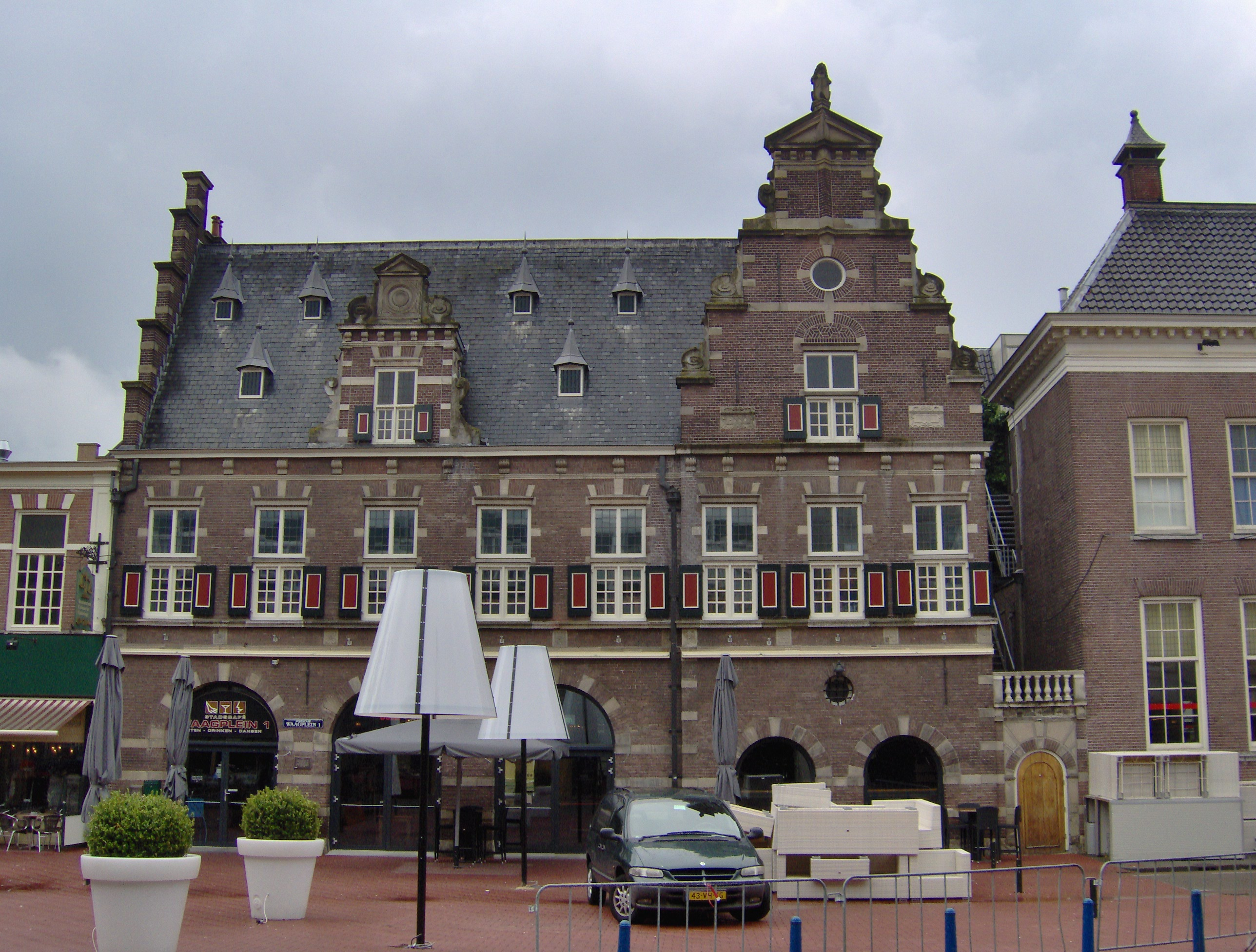
Almelo, Gebäude der Alten Waage
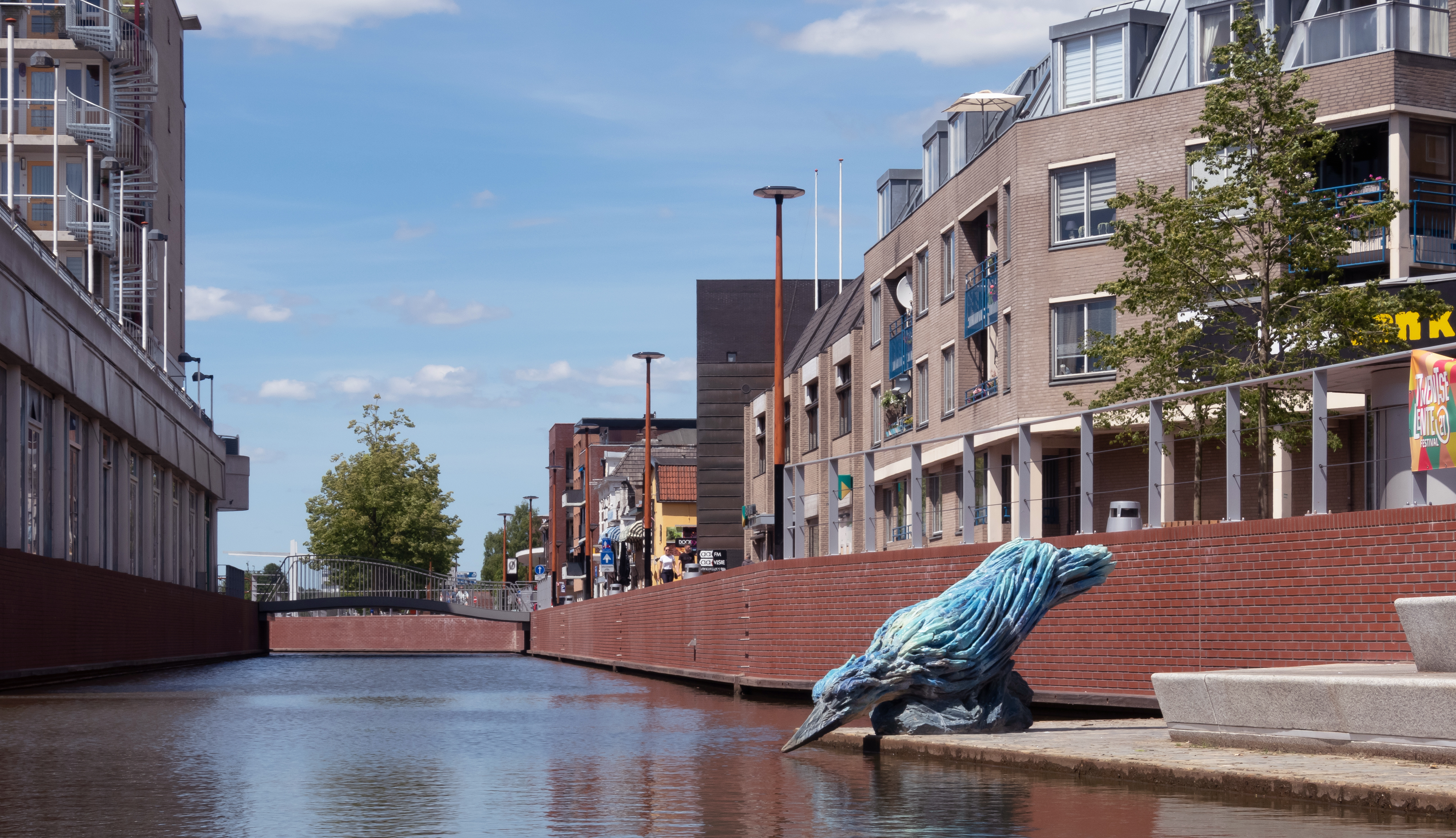
Skulptur eines Vogels der Künstlerin Anne Wenzel auf dem Marktplein
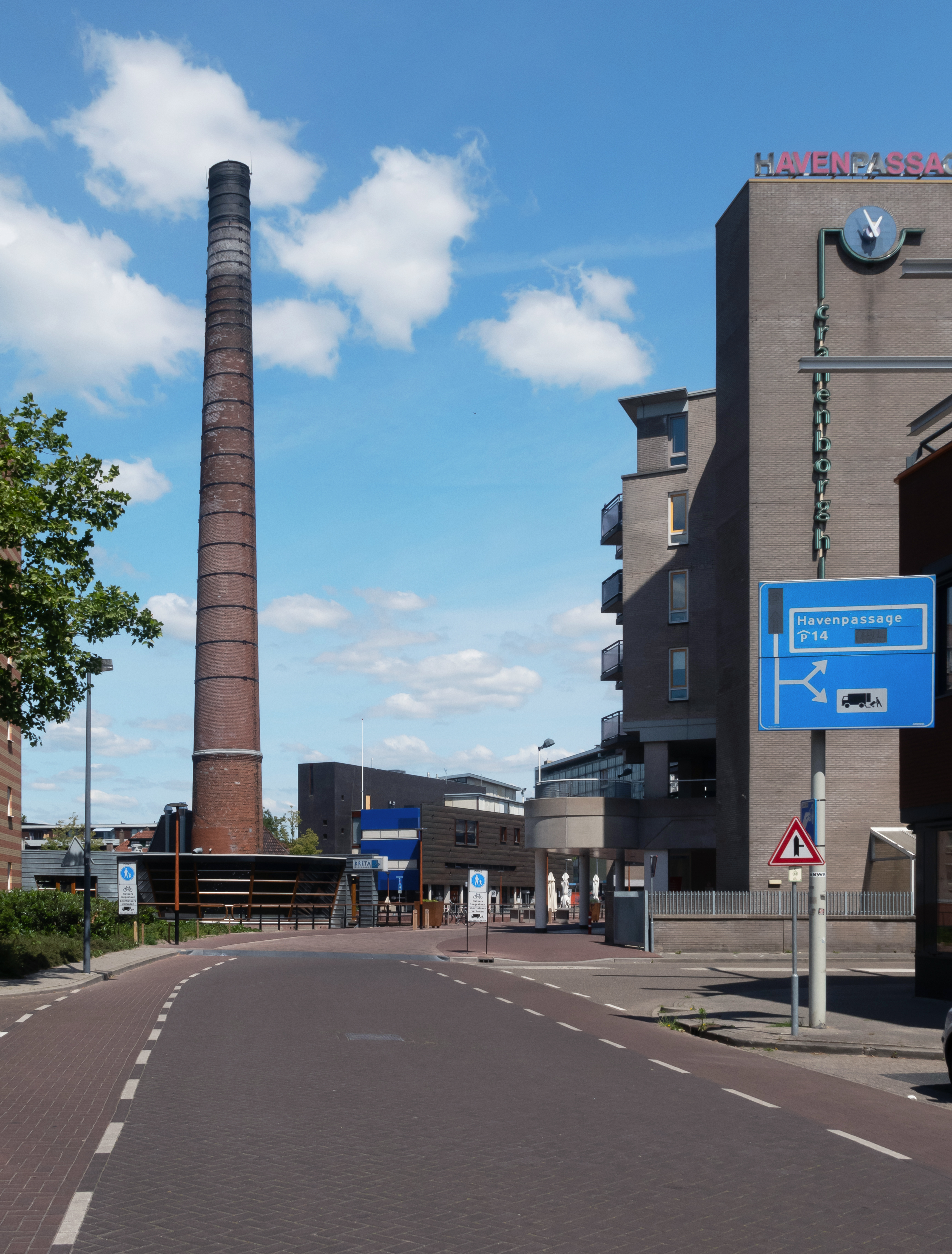
Restaurant in ehemaligen Fabrik

## Sport
Almelo ist seit 1988 jährlich Austragungsort des Wielerklassiekers De Hel van Twente.
Der größte Fußballverein der Stadt, Heracles Almelo, spielt in der Ehrendivision, der höchsten Klasse des Profi-Fußballs, und verfügt über ein Stadion mit Kunstrasen.
Darüber hinaus hat Almelo ein breites Angebot an Sportmöglichkeiten für die unterschiedlichsten Sportarten.

## Politik
Bei der Kommunalwahl am 16. März 2022 konnte sich die rechtsliberale VVD mit einem Vorsprung von 24 Stimmen gegen die lokale Wählervereinigung Lokaal Almelo Samen durchsetzen und damit die christdemokratische CDA als Wahlsieger ablösen.

### Gemeinderat
Der Gemeinderat von Almelo setzt sich seit 1982 wie folgt zusammen:
| Partei                          | Sitze a | Sitze a | Sitze a | Sitze a | Sitze a | Sitze a | Sitze a | Sitze a | Sitze a | Sitze a | Sitze a |
| Partei                          | 1982    | 1986    | 1990    | 1994    | 1998    | 2002    | 2006    | 2010    | 2014    | 2018    | 2022    |
| ------------------------------- | ------- | ------- | ------- | ------- | ------- | ------- | ------- | ------- | ------- | ------- | ------- |
| VVD                             | 6       | 5       | 4       | 4       | 6       | 6       | 4       | 7       | 3       | 6       | 5       |
| Lokaal Almelo Samen b           | –       | –       | –       | –       | –       | –       | –       | –       | –       | 5       | 5       |
| CDA                             | 12      | 11      | 12      | 9       | 10      | 10      | 8       | 6       | 6       | 6       | 5       |
| PvdA                            | 11      | 15      | 12      | 9       | 10      | 8       | 13      | 7       | 4       | 2       | 3       |
| D66                             | 2       | 1       | 3       | 4       | 1       | 2       | 1       | 3       | 4       | 2       | 3       |
| ChristenUnie                    | –       | –       | –       | –       | –       | 1       | 1       | 1       | 2       | 2       | 2       |
| SGP                             | 0       | –       | 1       | 1       | 1       | 1       | –       | –       | –       | –       | –       |
| RPF                             | 0       | –       | 1       | 1       | 1       | –       | –       | –       | –       | –       | –       |
| GPV                             | 0       | 0       | 1       | 1       | 1       | –       | –       | –       | –       | –       | –       |
| PVV                             | –       | –       | –       | –       | –       | –       | –       | –       | –       | 3       | 2       |
| Partij Vrij Almelo              | –       | –       | –       | –       | –       | –       | –       | 2       | 1       | 2       | 2       |
| SP                              | 0       | 0       | –       | 1       | –       | –       | 3       | 3       | 4       | 2       | 2       |
| Almelo Centraal                 | –       | –       | –       | –       | –       | –       | –       | –       | 1       | 0       | 1       |
| GroenLinks                      | –       | –       | 1       | 1       | 2       | 3       | 2       | 1       | 1       | 2       | 1       |
| Lijst Çete                      | –       | –       | –       | –       | –       | –       | –       | 1       | 1       | 1       | 1       |
| FvD                             | –       | –       | –       | –       | –       | –       | –       | –       | –       | –       | 1       |
| Leefbaar Almelo                 | –       | –       | –       | –       | –       | 3       | 1       | 1       | 1       | 1       | 1       |
| Democraten.Nu                   | –       | –       | –       | –       | –       | –       | –       | –       | –       | 1       | 1       |
| BurgerBelangen Almelo b         | –       | –       | –       | –       | 1       | 1       | 0       | 0       | 3       | –       | –       |
| Almelo’s Liberaal Alternatief b | –       | –       | –       | –       | –       | –       | 1       | 2       | 3       | –       | –       |
| Almelose Ouderen Verbond        | –       | –       | –       | –       | –       | –       | 1       | 2       | –       | –       | –       |
| Almelooooo b                    | –       | –       | –       | –       | –       | –       | –       | –       | 1       | –       | –       |
| TROTS                           | –       | –       | –       | –       | –       | –       | –       | 1       | –       | –       | –       |
| Ouderenunie                     | –       | –       | –       | –       | –       | 1       | –       | –       | –       | –       | –       |
| Algemeen Ouderen Verbond        | –       | –       | –       | –       | 1       | 1       | –       | –       | –       | –       | –       |
| Unie 55+                        | –       | –       | –       | –       | 1       | –       | –       | –       | –       | –       | –       |
| Almelo’s Belangen Collectief    | –       | –       | –       | 2       | 1       | –       | –       | –       | –       | –       | –       |
| Centrum Democraten              | –       | –       | –       | 2       | 0       | –       | –       | –       | –       | –       | –       |
| PPR                             | 0       | 1       | 0       | –       | –       | –       | –       | –       | –       | –       | –       |
| CPN                             | 2       | 1       | –       | –       | –       | –       | –       | –       | –       | –       | –       |
| PSP                             | 2       | 1       | –       | –       | –       | –       | –       | –       | –       | –       | –       |
| Gesamt                          | 33      | 33      | 33      | 33      | 33      | 35      | 35      | 35      | 35      | 35      | 35      |

Anmerkungen

### Städtepartnerschaft
- Iserlohn (Deutschland)
- Denizli (Türkei)
- Preston (Vereinigtes Königreich)
- Biel/Bienne (Schweiz)
- Kortrijk (Belgien)

## Söhne und Töchter der Stadt
- Cornelis Johannes van der Aa (1883–1950), Maler und Kunsthändler
- Azra Akin (* 1981), Miss World 2002
- Joyce van Baaren (* 1984), Taekwondo-Sportlerin
- Evert Willem Beth (1908–1964), Logiker
- Jacob Maarten van Bemmelen (1830–1911), Chemiker
- Cornelia Bouman (1903–1998), Tennisspielerin
- Wout Brama (* 1986), Fußballspieler
- Hero Brinkman (* 1964), Politiker
- Arnold Bruggink (* 1977), Fußballspieler
- Max Bruns (* 2002), Fußballspieler
- Hendrik Cock (1794–1866), Rechtsgelehrter und Politiker
- Anouk Dekker (* 1986), Fußballspielerin
- Ilse DeLange (* 1977), eine der erfolgreichsten niederländischen Popsängerinnen
- Elbert Dijkgraaf (* 1970), Ökonom und Politiker (SGP)
- Jason van Duiven (* 2005), Fußballspieler
- Herman Finkers (* 1954), Komiker, der in seinen Shows teilweise in Twents spricht
- Bertus Freese (1902–1959), Fußballnationalspieler
- Christa Jaarsma (* 1952), Eisschnellläuferin
- George de Jong (* 1953), Volleyballspieler und -trainer
- Karin Kienhuis (* 1971), Judoka
- Hendrik Krüzen (* 1964), Fußballspieler
- Dennis Kuipers (* 1985), Rallyefahrer
- Mark Looms (* 1981), Fußballspieler
- Bill Minco (1922–2006), Widerstandskämpfer und Kommunalpolitiker
- Philipp Christiaan Molhuysen (1870–1944), Bibliothekar der Königlichen Bibliothek der Niederlande
- Peter Müllenberg (* 1987), Amateurboxer
- Wubbo Ockels (1946–2014), Physiker und Raumfahrer
- Pepijn Reinderink (* 2002), Radrennfahrer
- Pim Ronhaar (* 2001), Radrennfahrer
- Barbara Snellenburg (* 1975), Fotomodel und Mannequin
- Berdien Stenberg (* 1957), Flötistin
- Thijs ter Horst (* 1991), Volleyballspieler
- Peter Tiehuis (* 1956), Gitarrist
- Bertha Valkenburg (1862–1929), Malerin und Zeichnerin
- Frans van der Veen (1919–1975), Fußballspieler
- Michiel Veenstra (* 1976), Hörfunk-DJ
- Kirsten Wild (* 1982), Radrennfahrerin